# Appelterre-Eichem
Depuis 1977, Appelterre-Eichem est une section de la ville belge de Ninove dans le Denderstreek située en Région flamande dans la province de Flandre-Orientale. C'était une commune à part entière avant la fusion des communes de 1977.

## Étymologie
apel = appel = pomme et tre = boom = arbre
eich = eik = chêne et heem = woonplaats = lieu de vie

## Démographie

### Évolution démographique
- Sources : INS, Rem. : 1831 jusqu'en 1970 = recensements, 1976 = nombre d'habitants au 31 décembre[2].

## Curiosités
- Le kapittelhof
- L’église néogothique Sainte-Gertrude
- L’église Saint-Martin.